# Саволакс-Карельская губерния
Саволакс-Карельская губерния — губерния Великого княжества Финляндского Российской империи, существовавшая в 1809—1831 годах.

## История и описание
Образована после Русско-шведской войны 1808—1809 годов и присоединения Финляндии к России на месте одноименного лена Шведской Финляндии в тех же границах. На финском и шведском языках название региона не менялось, поэтому слово «губерния» в данном случае можно рассматривать как простой перевод на русский язык слова «лен». 
В составе губернии первоначально было 4 уезда  (Верхний и Нижний Саволакс, Верхняя и Нижняя Карелия) однако в 1816 году из состава Выборгской губернии были переданы дополнительные территории, а в 1826 году два из первоначальных уездов были разделены на два, получив при этом следующие названия:
- Верхний уезд Нижнего Саволакса
- Нижний уезд Нижнего Саволакса
- Верхний уезд Верхнего Саволакса
- Нижний уезд Верхнего Саволакса

Центром губернии служил город Куопио, который являлся также и единственным городом на её территории, пока в 1816 году из состава Выборгской губернии не были переданы города Нейшлот и Мянтюхарью. 
Население в 1820-е годы насчитывало около 140 000 человек. Этнический состав населения: финны (большинство) и финские шведы (преимущественно, представители высших классов). Вероисповеданием абсолютного большинства населения губернии (как финнов, так и шведов) являлось лютеранство.
Большинство населения было занято в сельском хозяйстве, которое было достаточно высокоразвитым: было широко развито товарное молочное скотоводство, ориентированное на продажу сливочного (т.н. чухонского) масла в г. Санкт-Петербург. Промышленность: табачные и красильными фабрики. 
Указом императора Николая I от 24 марта (5 апреля) 1831 года «О разделении Великого княжества Финляндского на восемь губерний», большая часть губернии была преобразована в Куопиоскую, в то время как её юго-западная часть отошла включена в состав Хейнолаской губернии (в 1843 переименованной в Санкт-Михельскую)

## Губернаторы
- 1809–1810: Симон Вильгельм Карпелан
- 1810–1827: Густав Аминов
- 1828–1829: Карл Клик
- 1829–1831: Ларс (Лаврентий Лаврентьевич) Саклен